# Jean-François Leriget de La Faye
Jean-François Leriget, marchese di La Faye, (Vienne, 1674 – Parigi, 11 luglio 1731) è stato un diplomatico e poeta francese.

## Biografia
Figlio di Pierre Leriget, signore di La Faye, lettore del duca de La Rochefoucauld nel 1659 e poi segretario del re nel 1680 e Ricevitore Generale delle Finanze, La Faye era inizialmente destinato alla carriera delle armi e si unì ai moschettieri prima di prestare servizio in fanteria. Dovette dimettersi per motivi di salute. Gentiluomo ordinario di Luigi XIV, fu anche capo del gabinetto reale e consigliere privato del re, e in questa veste gli furono affidate importanti missioni, tra cui quella di trovare una moglie per il giovane Luigi XV. Svolse diverse missioni diplomatiche, a Londra, Genova e Utrecht, partecipando alla negoziazione del Trattato di Utrecht.
Dotato di un'ingente fortuna e amico intimo della contessa di Verrua, costruì raffinate collezioni di libri e oggetti d'arte e protesse artisti (Lancret, Oudry, Bonaventure de Bar) e letterati. Fu soprattutto questa attività a portarlo all'elezione all'Académie française nel 1730; fu anche direttore della Compagnie des Indes.
Proprietario di due palazzi a Parigi e di un altro a Versailles (in rue de l'Orangerie), nel 1719 acquistò il castello di Condé a Condé-en-Brie (Aisne), che fece trasformare dall'architetto Servandoni. Nel suo testamento del 1724, lasciò il castello in eredità al nipote Jean-François, figlio del fratello Jean-Élie Leriget de La Faye, membro dell'Accademia delle scienze.
La Faye scrisse alcuni brani in versi, pubblicati nel Mercure, tra cui un'Ode en faveur des vers, la più nota, in cui prese parte alla polemica scatenata dalle tesi di Houdar de La Motte.